# Eusarca remissaria
Eusarca remissaria là một loài bướm đêm trong họ Geometridae.